# Akademicki Związek Sportowy Politechniki Warszawskiej 2015-2016
Questa voce raccoglie le informazioni riguardanti l'Akademicki Związek Sportowy Politechniki Warszawskiej nelle competizioni ufficiali della stagione 2015-2016.

## Organigramma societario
Area direttiva
- Presidente: Jolanta Dolecka

Area tecnica
- Allenatore: Jakub Bednaruk
- Allenatore in seconda: Konrad Cop

## Rosa
| N° | Nome                 | Ruolo | Data di nascita   | Nazionalità sportiva |
| -- | -------------------- | ----- | ----------------- | -------------------- |
| 1  | Jakub Kowalczyk      | C     | 26 giugno 1986    | Polonia              |
| 2  | Maciej Olenderek     | L     | 16 ottobre 1992   | Polonia              |
| 3  | Przemysław Smoliński | C     | 27 novembre 1992  | Polonia              |
| 4  | Jakub Radomski       | S     | 16 marzo 1988     | Polonia              |
| 5  | Paweł Zagumny        | P     | 18 ottobre 1977   | Polonia              |
| 6  | Paweł Halaba         | S     | 14 dicembre 1995  | Polonia              |
| 7  | Bartłomiej Lemański  | C     | 19 marzo 1996     | Polonia              |
| 8  | Waldemar Świrydowicz | C     | 18 dicembre 1986  | Polonia              |
| 9  | Guillaume Samica     | S     | 28 settembre 1981 | Francia              |
| 10 | Michał Filip         | S/O   | 31 agosto 1994    | Polonia              |
| 11 | Łukasz Łapszyński    | S     | 23 settembre 1993 | Polonia              |
| 13 | Jan Firlej           | P     | 26 settembre 1996 | Polonia              |
| 20 | Paweł Mikołajczak    | S/O   | 20 giugno 1988    | Polonia              |